# Kettleman City
Kettleman City – jednostka osadnicza w Stanach Zjednoczonych, w stanie Kalifornia, w hrabstwie Kings.